# Celama euraphes
Celama euraphes är en fjärilsart som beskrevs av Turner 1944. Celama euraphes ingår i släktet Celama och familjen trågspinnare. Inga underarter finns listade i Catalogue of Life.